# Europlug

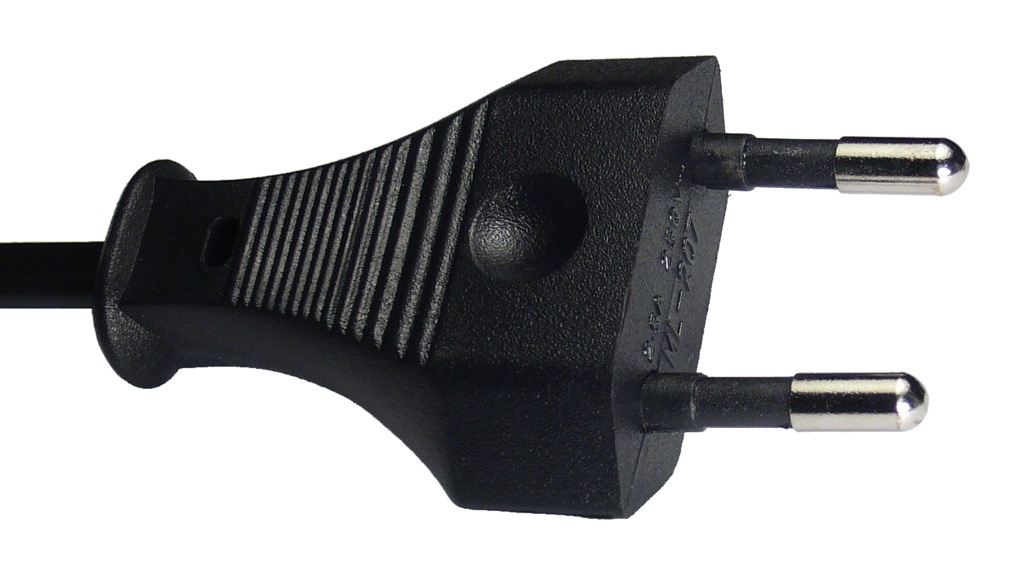
Europlug

Schéma d'une fiche CEE 7/16.

L’Europlug ou fiche CEE 7/16 est une prise électrique plate à deux pôles, non-démontable, pour l'usage domestique du courant alternatif conçue pour des tensions jusqu'à 250 V et des courants jusqu'à 2,5 A. Elle est définie par la norme EN 50075:1990. Cette fiche est généralement moulée au bout d'un cordon électrique. Elle convient aux appareils de classe II (c'est-à-dire à double isolation).
Cette fiche a été conçue pour se connecter de façon sûre dans les prises de courant domestiques de tous les pays européens continentaux, à l'exception des pays utilisant le système BS 1363 (îles Britanniques et leurs anciennes ou actuelles colonies : Grande-Bretagne, Chypre, Gibraltar, Irlande et Malte).
Elle a été introduite en 1963 dans la deuxième édition du standard CEE 7, en tant qu'alternative II de la feuille de normalisation XVI. Pour cette raison, on l'appelle parfois « fiche CEE 7/16 alternative II », mais plus souvent simplement « fiche CEE 7/16 », l'alternative I prévue par le standard CEE 7 n'étant quasiment pas utilisée. Depuis 1990, elle est spécifiée par la norme CENELEC EN 50075.

## Caractéristiques techniques

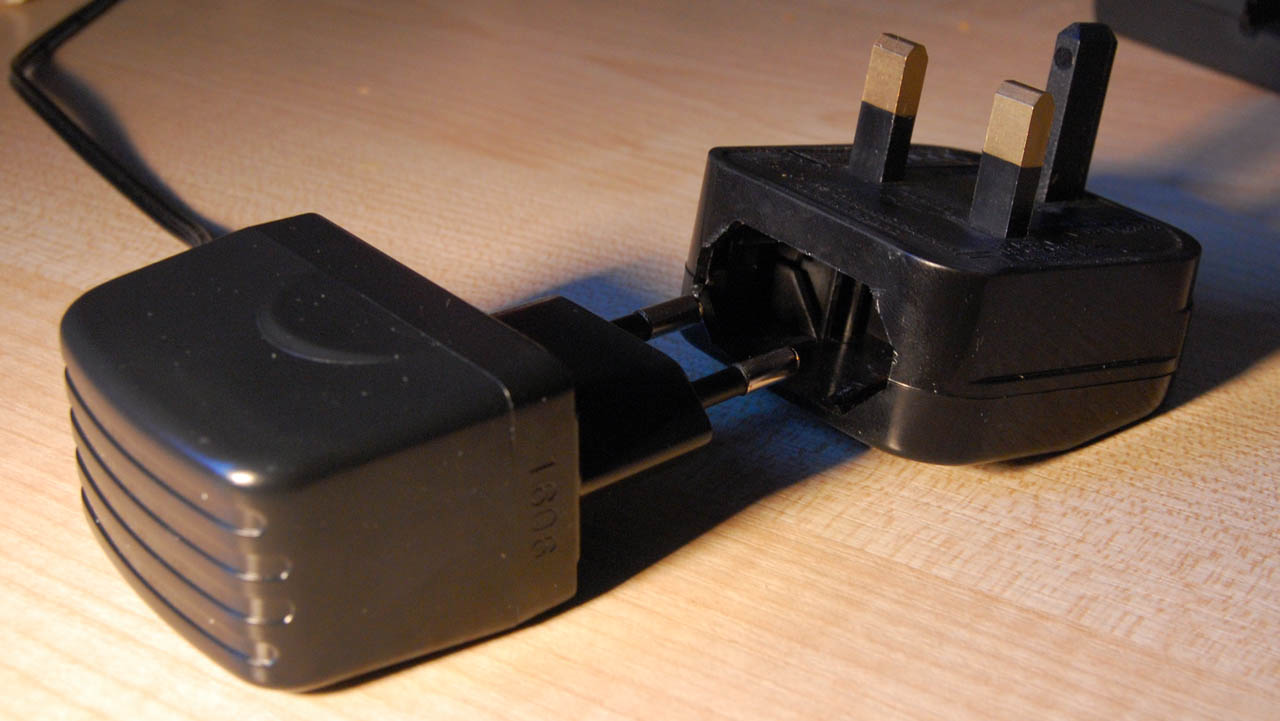
Europlug avec un adaptateur BS 1363.

Les broches de la fiche CEE 7/16 font 19 mm de longueur. Ils possèdent une extrémité conductrice de 9 mm de long et 4 mm de diamètre avec un bout arrondi, suivie d'une tige flexible isolée de 10 mm de long et de diamètre maximum de 3,8 mm. Les deux broches ne sont pas exactement parallèles ; elles convergent légèrement. Leurs centres sont éloignés de 17,5 mm au bout et 18,6 mm à la base. L'élasticité des broches procure une force suffisante pour établir un contact sûr à la tension et au courant prévus avec les différentes sortes de trous ronds des prises européennes. La fiche mesure 35,3 mm de large et 13,7 mm de haut. Elle ne doit pas dépasser ces dimensions jusqu'à 18 mm de sa face avant, afin de pouvoir la connecter dans les prises européennes en creux. Les côtés gauche et droit sont délimités par des surfaces à 45° par rapport à la face avant.

## Compatibilité dans le monde
L'Europlug a été conçu pour se connecter dans les socles de prises des diverses normes européennes comportant deux contacts ronds espacés de 19 mm. Plus précisément, il est compatible avec les systèmes suivants :
- les prises sans terre CEE 7/1 « type C » (obsolètes dans la plupart des pays, mais encore normalisées par exemple en Russie en tant que GOST 7396 C 1),
- le système français « type E » NF C 61-314,
- le système allemand Schuko « type F » DIN 49440/49441,
- le système israélien « type H » SI32 (à partir de 1989 — les prises plus anciennes possèdent des contacts plats incompatibles avec l'Europlug),
- le système suisse « type J » SN 441011,
- le système danois « type K » 107-2-D1,
- le système italien « type L » CEI 23-50,
- la norme à vocation internationale IEC 60906-1 « type N » (adoptée en Afrique du Sud et au Brésil).

Au-delà de l'Europe, de nombreux pays utilisent l'une des normes ci-dessus ; on peut donc y brancher l'Europlug.

Carte des pays dont les prises sont compatibles avec l'Europlug (aplat vert : toutes les prises ; motif vert : seulement certaines prises).